# 九龍塘
九龍塘位於香港九龍半島中部，當中大部份地域屬十八區的九龍城區，狹義上具體位置為歌和老街以南與畢架山及獅子山連接，界限街以北與加多利山連接，達之路及南山邨路以東（即港鐵東鐵綫以東）與石硤尾及又一村連接，以及窩打老道以西與九龍仔連接。概括而言，其範圍在獅子山郊野公園以南，加多利山以北，石硤尾及又一村以東，以及九龍仔以西。而廣義上九龍仔（嘉林邊道、樂富公園、聯合道和竹園道以西的範圍）及又一村（即達之路以西至大坑東道一帶）也約定俗成地常被視為九龍塘一部分。
九龍塘是香港市區罕見的低密度豪宅區，以別墅及平房為主，環境清幽。區內著名學校林立，為九龍之主要名校區，兩所政府資助的大學均座落於此。在1970至90年代，該區亦一度以時鐘酒店和安老院聞名。

## 地理位置

### 現況
九龍塘主要由四部分組成，分別為（一）窩打老道以西，原屬「九龍塘花園城市」的範圍，（二）窩打老道以東，現九龍仔的範圍，（三）部分筆架山（即港鐵東鐵綫以東，窩打老道以西，歌和老街以北的筆架山範圍；港鐵東鐵綫以西的筆架山則屬大窩坪的範圍），以及（四）廣播道一帶。
由於又一村緊鄰九龍塘，同屬低密度豪宅區（尤其是以植物命名的街道部分，例如壽菊路、牡丹路、紫藤路等），港鐵九龍塘站亦於該區的大型商場又一城設有出口，因此該區雖屬港鐵東鐵綫以西的深水埗區，但仍在廣義的九龍塘範圍內。類似的情況就如香港理工大學及海韻軒酒店，雖分別屬於油尖旺區和九龍城區，但全皆位處廣義的紅磡範圍內。至於以窩打老道、界限街，以及聯合道和嘉林邊道為界的九龍仔，現屬九龍塘的一部份 （页面存档备份，存于），只有老一輩才把石硤尾一帶稱為九龍仔。1982年，九廣鐵路局在又一村與窩打老道以西的地帶之間增設九龍塘站，藉此連接新界東與香港地鐵的九龍塘站，這使九龍塘所指的範圍接近現況。

## 歷史

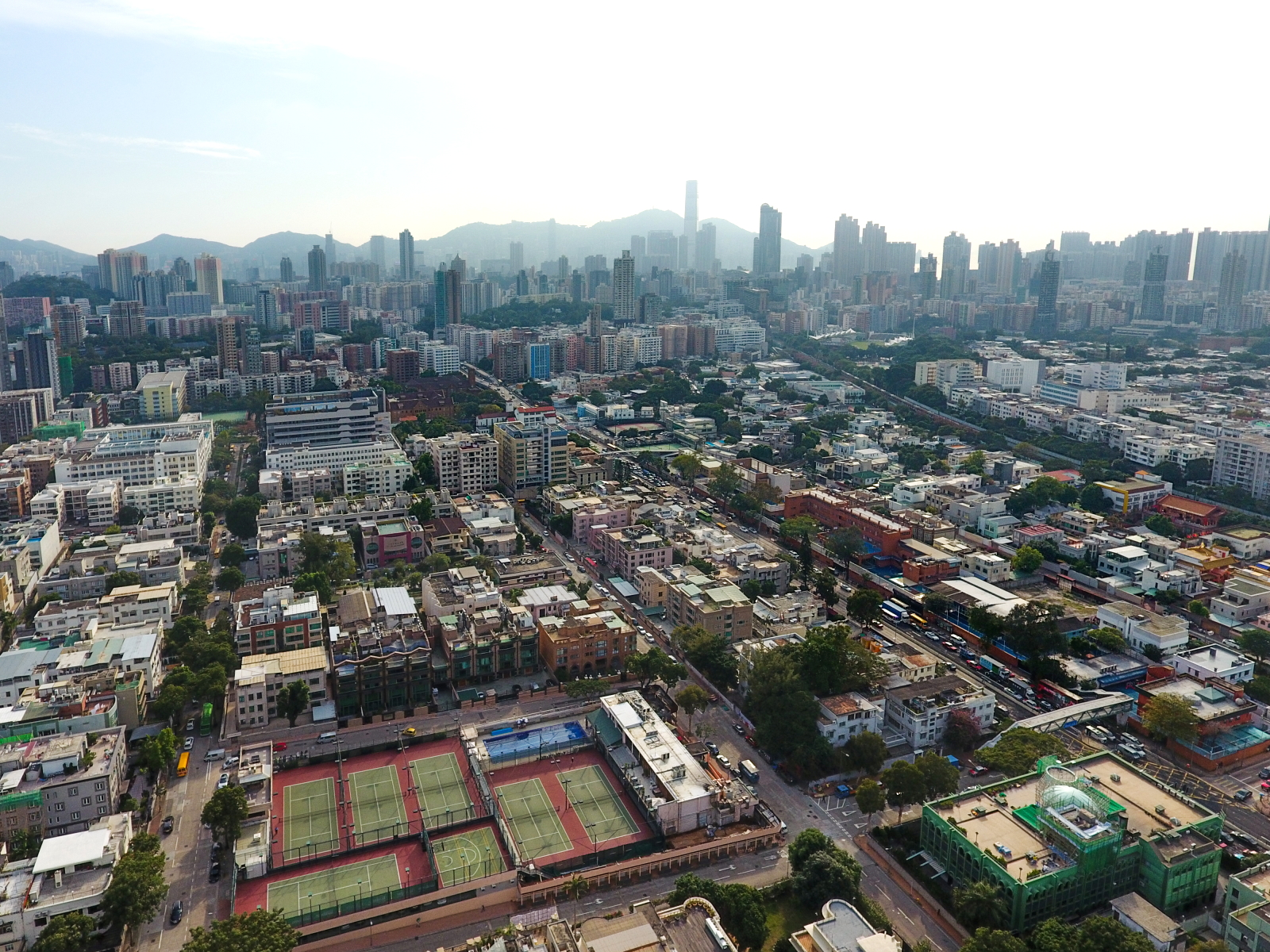
九龍塘區內以平房及別墅為主

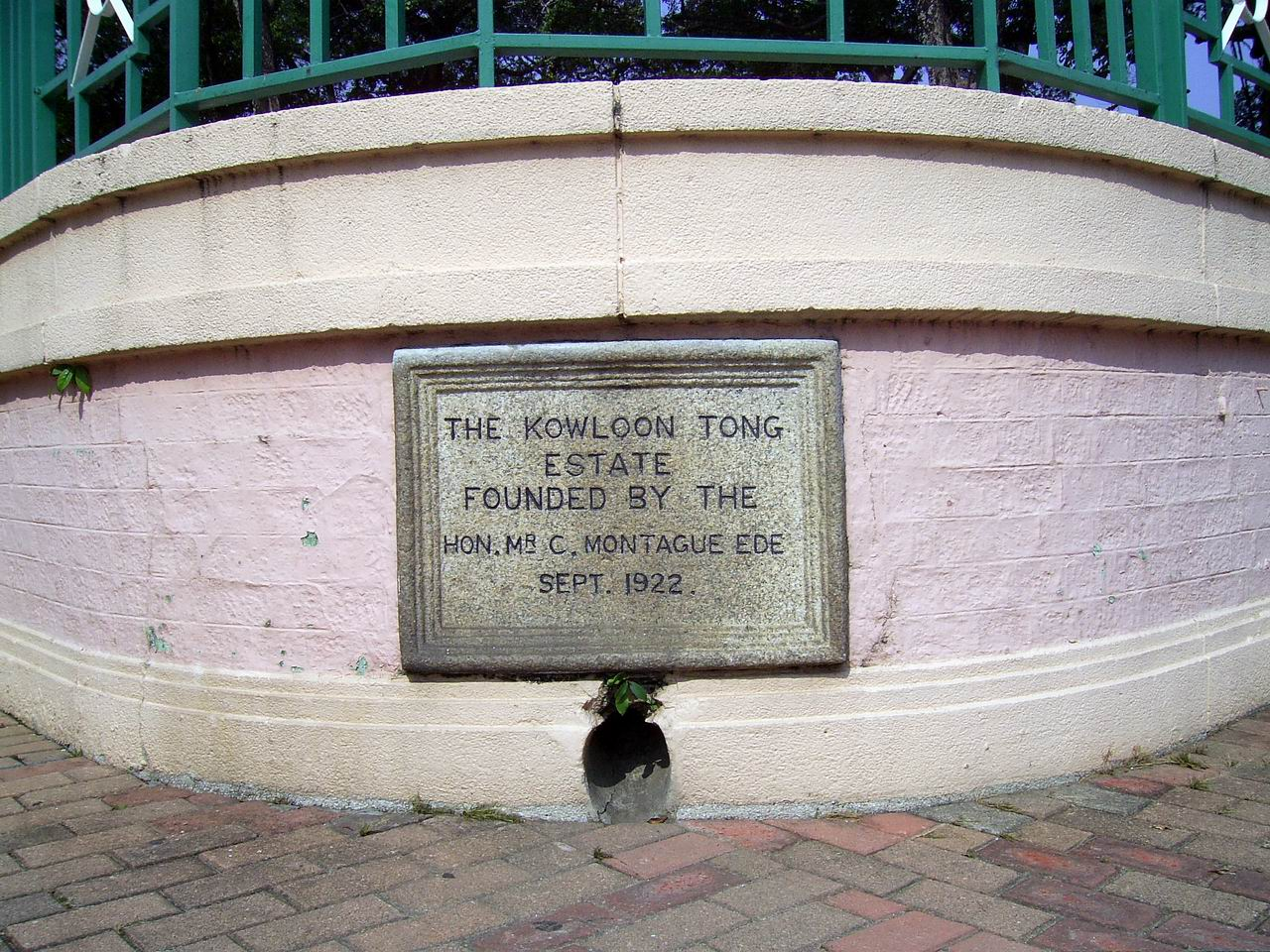
位於三角花園的義德紀念碑

清嘉慶二十九年（公元1819年）刊行的《新安縣誌》，官富司管屬村莊列表中，已經有九龍塘的記載。九龍塘村是一條客家村落，原址位於今警察會球場至大坑東遊樂場一帶，村中有數排青磚屋。1899年，九龍塘有居民約250人。1911年有華人人口185人。九龍塘村所在的地方前臨一個處於大角咀與芒角咀之間的淺灣。19世紀末，淺灣中築有一條海堤（近現今荔枝角道）以連接深水埗，令海灣變成水塘，九龍塘因而得名。該水塘至1920年代中才完全被填平以發展土地，九龍塘村亦於1920年代末拆卸。1920年代香港政府開發新九龍，推出城市規劃方案，批出「九龍塘花園城市」，試行將九廣鐵路路軌東面、界限街以北的土地發展為低密度英式住宅區，是香港開埠首次以城市規劃為原則的開發計劃。1924年的香港藍皮書，政府特別把原九龍塘村和「九龍塘花園城市」的基建工程分開報告，以資識別。

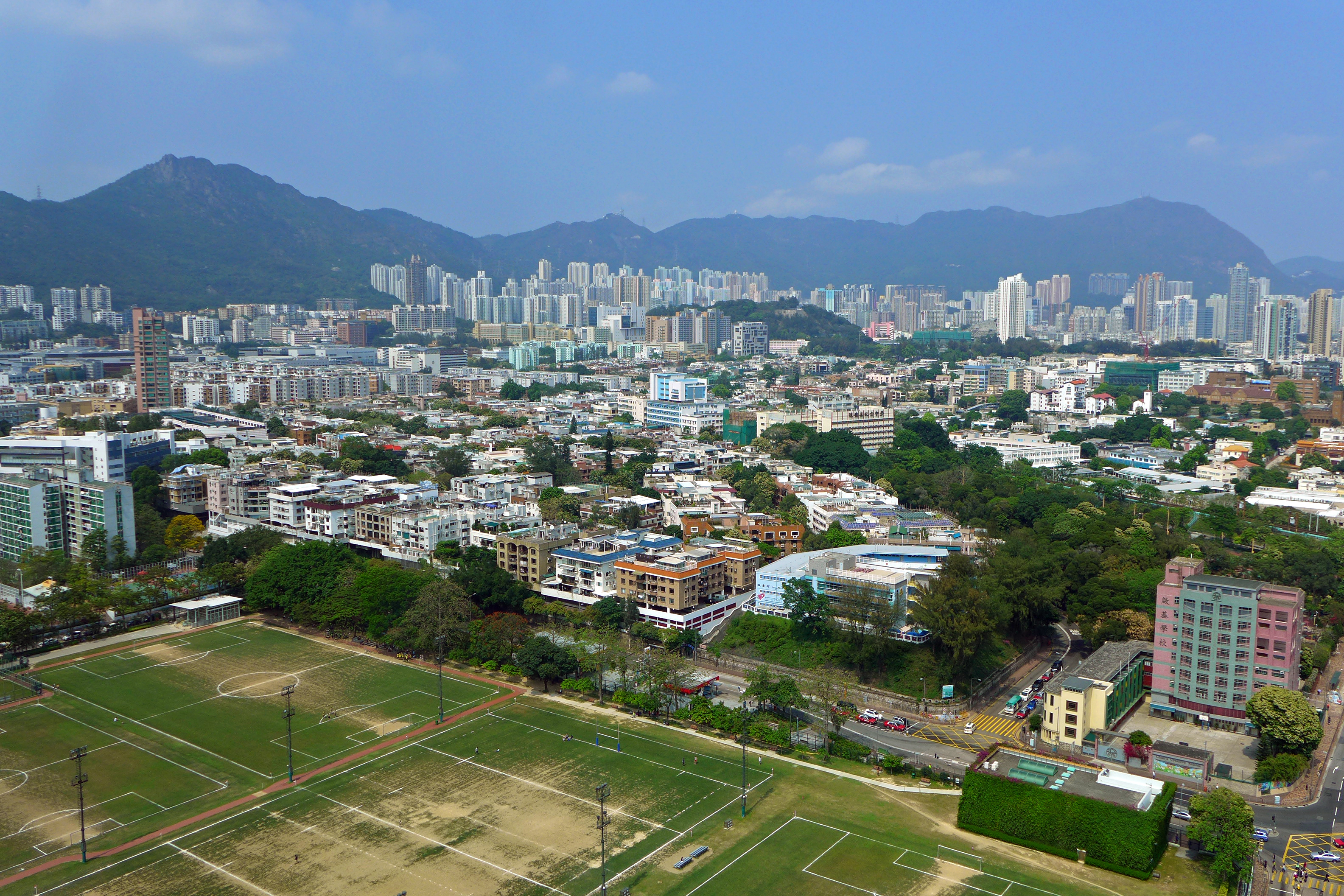
從太子遠眺九龍塘，下方為大坑東遊樂場

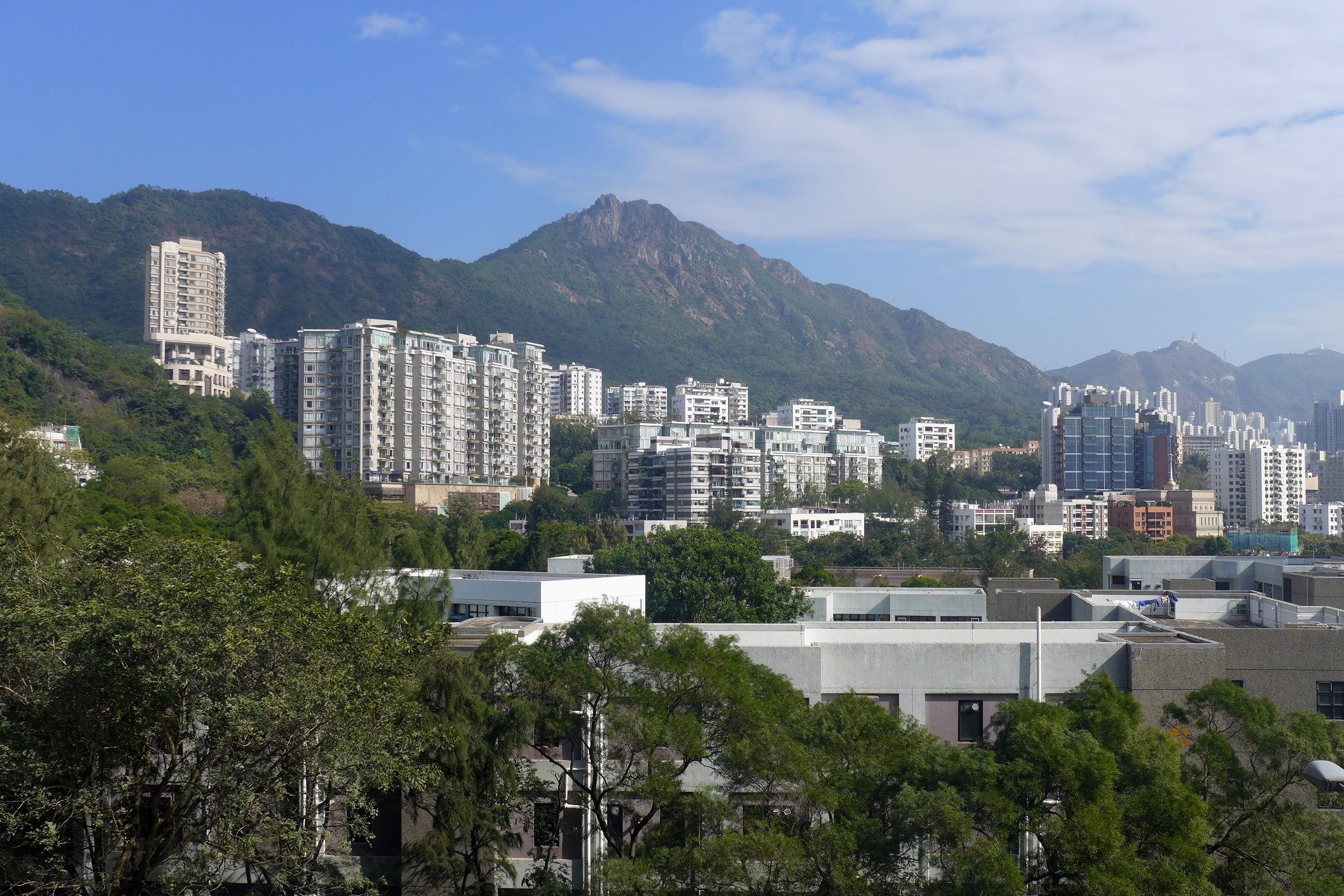
九龍塘北部豪宅

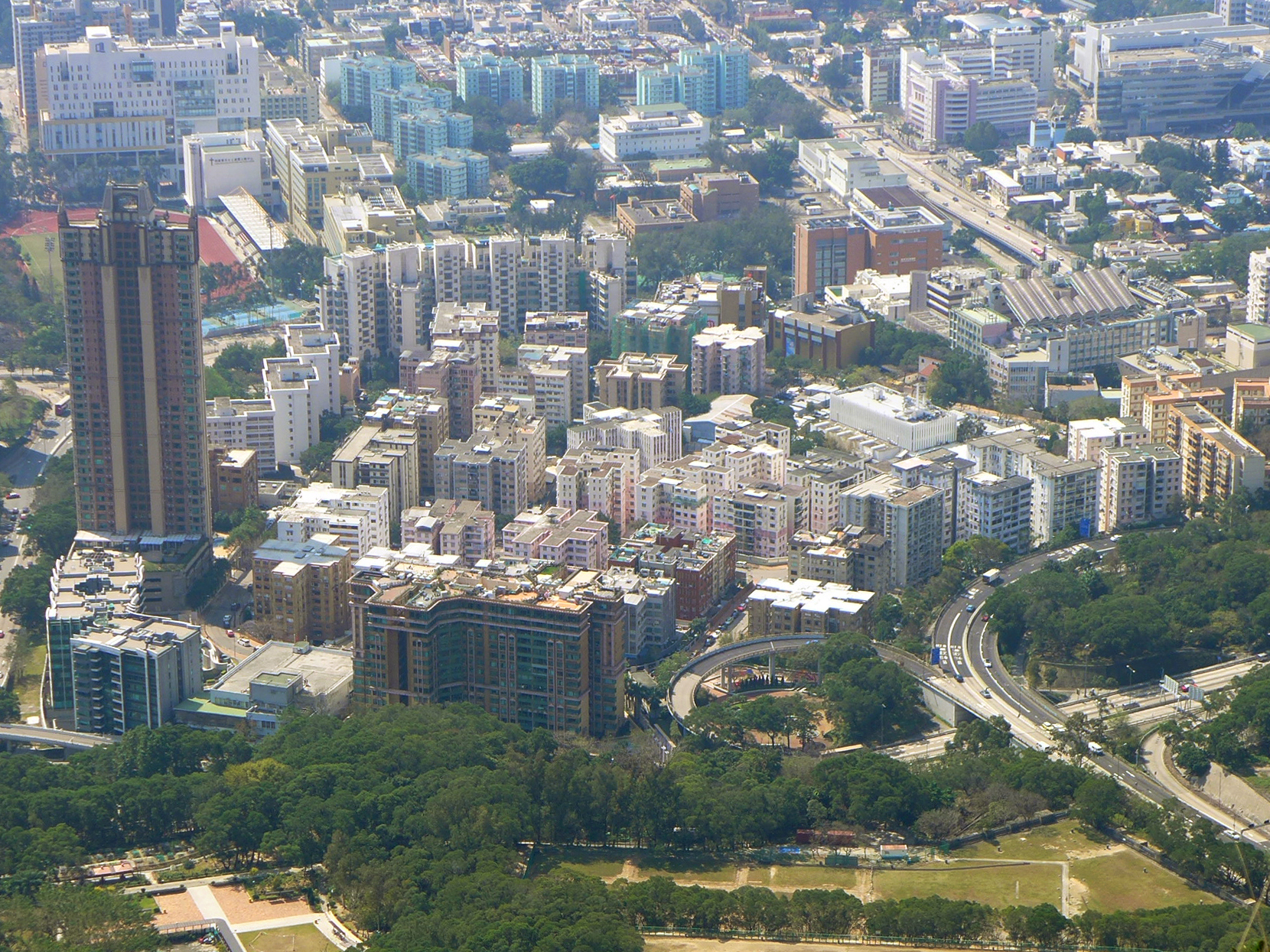
廣播道一帶傳統高尚住宅

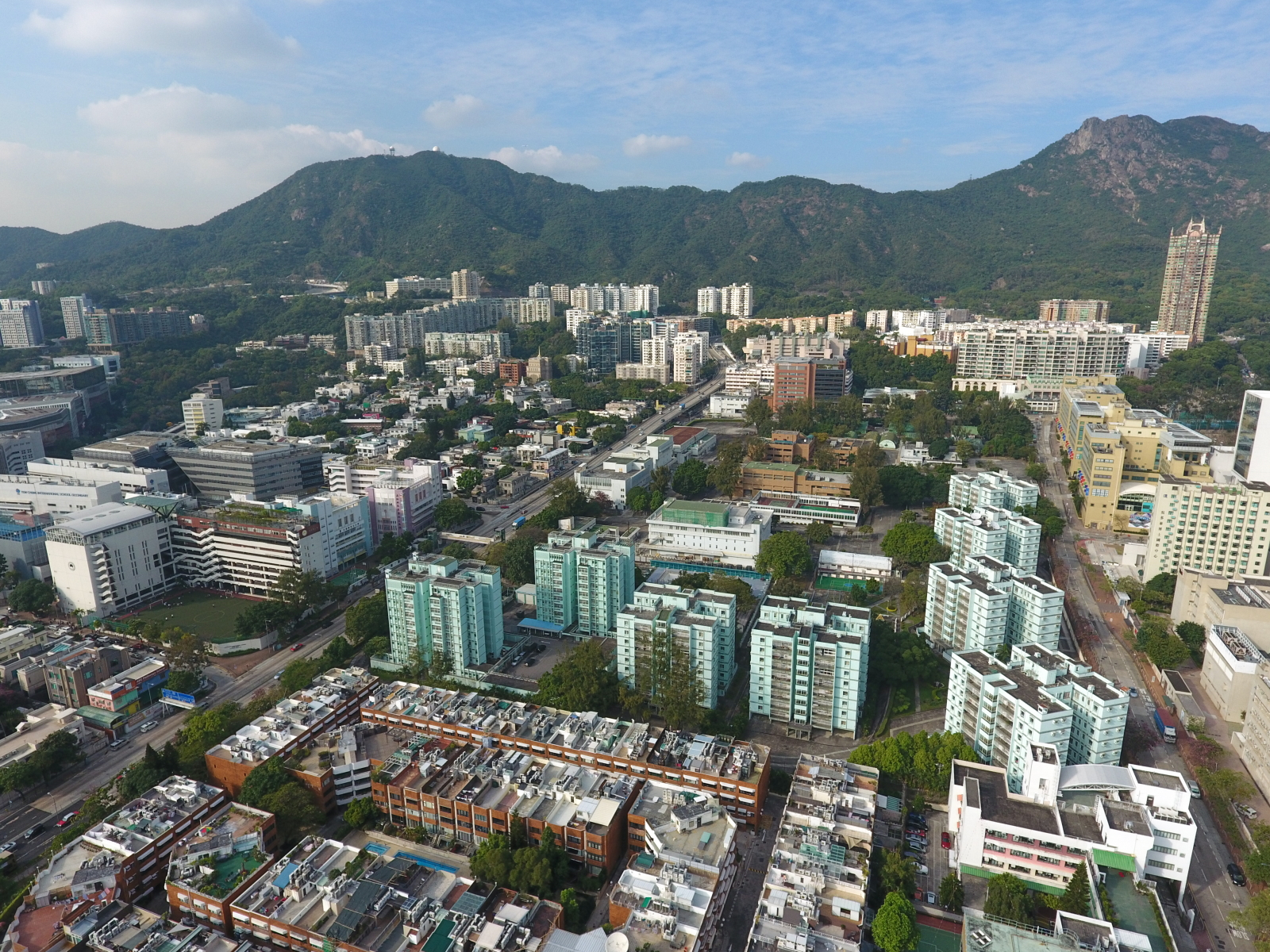
九龍塘北部與獅子山，右方為九龍東軍營

1922年，「九龍塘花園城市」由政府批給「九龍塘及新界發展公司」（Kowloon Tong and New Territories Development Co.）負責興建，東主為前立法局議員義德（C. Montague Ede），預計在80畝土地上興建250幢獨立或半獨立、附有小花園的兩層平房，並有學校、遊樂場等設施。開發初期，該區吸引了不少英國富商居住。為解他們思鄉之情，區內街道多以英國的郡名來命名。1925年工程遇上海員罷工和省港大罷工，以及發展商東主義德病逝而面對清盤危機，部分業主及股東請求何東協助，何東先組織成「九龍塘花園會所」，然後繼續未完的工程，別墅於1929年相繼落成。為感謝何東協助的功勞，政府從區內的九龍仔選取一條街道以其名字命名，即何東道。
「九龍塘花園城市」是香港首個參照英國規劃師艾賓力薩·侯偉德（Ebenezer Howard）著名的「花園城市」（Garden City）概念而建成的社區，政府希望建立一個交通便利、自給自足的中型工商業市鎮。既接近農業區，但又把工商業與住屋分隔開來，亦是香港少有的洋房式住宅區。政府將這特色保留，規定那裡的發展最高地積比率和層數分別為0.6及三層，因此多年來九龍塘的屋宇均為低密度建築。由於地主不能將物業以高密度形式發展重建，所以一般會將土地轉售或出租予時鐘酒店、老人院、婚紗鋪、幼稚園等只需三數層樓面的商戶，慢慢形成今日的模樣。九龍塘區內以別墅及平房為主，當中保留很多數十年歷史，甚至是1920年代「九龍塘花園城市」建立時最早一批的百年洋房，並保留著不少樹木，頗具市郊風味。
1937年，香港政府劃出界限街以北的九龍半島為新九龍，並細分為四區，其中一區稱為「九龍塘」，奠定今日九龍塘範圍的基礎。
香港日佔時期，日本軍政府曾將九龍塘列為「特別區城」，稱為鹿島區。該區的外籍居民被送往赤柱集中營關押。區內別墅被日本軍官及商人佔用，日軍在整個區域嚴密佈防。
1970年代，九龍塘與夜總會林立的尖沙咀之間的車程在深夜僅約十餘分鐘，因此充斥著時鐘酒店之類的色情場所，連李小龍故居也曾於1980年代至2000年代初被改建為羅曼酒店，這種狀況因區內居民投訴失敗而持續至21世紀初。在該時期因為有不少時鐘酒店，九龍塘曾經成為「偷情」、「開房」的代名詞。其後，由於夜總會在香港式微，故此區內的時鐘酒店到了2022年末只剩不足10間。
1974年，九廣鐵路局在實行九廣鐵路電氣化時，決定特別於九龍塘設站，以配合地下鐵路的興建，並對地鐵和火車進行接駁，目的在於方便香港地下鐵路於1979年通車後修正仍然採用早期系統的觀塘綫。1982，九廣鐵路的九龍塘站終於開始啟用。現時，九龍塘是連接香港島、九龍和新界東北部的重要交通樞紐。為配合2007年兩鐵合併，香港地下鐵路和九廣鐵路的九龍塘站已統一管理，但仍以觀塘綫和東鐵綫劃分。
在1980、90年代，幼兒園和婚紗店開始進駐九龍塘，但為了避嫌，部分居民不願承認住在九龍塘，反而說自己住在窩打老道和九龍仔， 而酒店常客也會以「第八站」（地鐵修正早期系統全線通車時，此站位於全線中間點，在兩端總站——中環站和觀塘站順序數均為第八個站，至改組為觀塘綫初期，從觀塘站總站起，往油麻地站方向順序數仍為第八個站）為代稱。隨著香港主權移交，僅供英軍子女入讀的聖佐治學校於1996年關閉:248，原址用地得以騰空作教育用途，並興建了四間學校及九龍塘教育服務中心。正因如此，該等建築群成為九龍塘區內少有的高層建築。

## 街道命名
九龍塘的街道頗多以英格蘭的郡名或地方名命名，例如歌和老街的街名源自歌和老郡（Cornwall），森麻實道的街名源自森麻實郡（Somerset），律倫街的街名源自拉特蘭郡（Rutland），蘭開夏道的街名源自蘭開夏郡（Lancashire）。

## 地標
- 理想酒店
- 又一城
- 香港浸會大學
- 香港城市大學
- 浸會醫院
- 筆架山
- 廣播道
- 歌和老街公園

## 主要建築
位於九龍城區範圍
- 九龍塘教育服務中心
- 中國香港聖殿
- 建新中心
- 省善真堂
- 夏利萊大宅

位於深水埗區範圍
- 又一城
- 賽馬會環保樓
- 香港生產力促進局
- 創新中心

## 私人屋苑
- 畢架山一號
- 畢架山峰
- 雲門
- 珏堡
- 義德道1及3號
- 晉利花園
- 碧華花園
- 賢文禮士
- 龍苑
- 嘉皇臺
- 逸瓏
- 尚御
- 星輝豪庭
- 又一居
- 又一村花園
- 瑰麗新村

## 公共屋邨
以下三條公共屋邨位於東鐵綫以西，不再被視為現時九龍塘的一部分，往往以大坑東概括三條屋邨，而老一輩街坊則以九龍仔稱呼，當中九龍仔街坊會仍在該三條屋邨內運作，而每年的盂蘭節活動亦以九龍仔潮僑街坊盂蘭勝會為名。
- 南山邨
- 大坑東邨
- 大坑西邨

## 學校
- 喇沙書院
- 瑪利諾修院學校
- 美國國際學校
- 香港澳洲國際學校
- 香港耀中國際學校 (中學部)
- 嘉諾撒聖家學校 (九龍塘)
- 九龍真光中學
- 九龍塘學校 (中學部)
- 九龍塘學校 (小學部)
- 拔萃小學
- 金巴倫英文小學
- 約克英文小學暨幼稚園
- 陳樹渠紀念中學
- 九龍塘官立小學
- 中華基督教會基華小學（九龍塘）
- 聖母玫瑰書院
- 德雅中學
- 香島中學
- 根德園幼稚園
- 新加坡卓薈國際幼稚園
- 天保民學校

## 交通

### 主要交通幹道
- 獅子山隧道
- 窩打老道
- 歌和老街
- 達之路
- 界限街
- 太子道西
- 基堤道

## 區議會議席分佈
為方便比較，以下列表包括筆架山、獅子山以南至太子道西以北為範圍，東西方向則涵蓋聯合道至大坑東道以東協同中學附近。
| 年度/範圍                                                                         | 1994-1999                    | 2000-2003                    | 2004-2007                    | 2008-2011                    | 2012-2015                    | 2016-2019                    | 2020-2023                    |
| --------------------------------------------------------------------------------- | ---------------------------- | ---------------------------- | ---------------------------- | ---------------------------- | ---------------------------- | ---------------------------- | ---------------------------- |
| 筆架山以南、東鐵綫、界限街、大坑東道以東及協同中學旁樓梯的山坡以東 （又一村範圍） | 大坑東及又一村選區的一部分   | 大坑東及又一村選區的一部分   | 大坑東及又一村選區的一部分   | 又一村選區                   | 又一村選區                   | 又一村選區                   | 又一村選區                   |
| 東鐵綫、獅子山以南、聯合道、界限街 （包括九龍仔）                                 | 太子選區北部及九龍塘選區全部 | 太子選區北部及九龍塘選區全部 | 太子選區北部及九龍塘選區全部 | 太子選區北部及九龍塘選區全部 | 太子選區北部及九龍塘選區全部 | 太子選區北部及九龍塘選區全部 | 太子選區北部及九龍塘選區全部 |

註：以上主要範圍尚有其他細微調整（包括編號），請參閱有關區議會選舉選區分界地圖及條目。

## 參看
- 九龍仔
- 又一村
- 九龍城區
- 石硤尾
- 樂富